# Solntse na vkus
Solntse na vkus (russisk: Солнце на вкус) er en russisk spillefilm fra 2023 af Eldar Salavatov.

## Medvirkende
- Leonid Basov som Timur
- Aleksandr Iljin
- Andrej Merzlikin
- Jelena Poljakova
- Kamila Jakubova som Gulja
- Abror Bakirov
- Ronaldo Laspinas